# Mimetus testaceus
Espèce
Mimetus testaceus est une espèce d'araignées aranéomorphes de la famille des Mimetidae.

## Distribution
Cette espèce se rencontre au Japon, en Corée, en Chine et dans l'extrême-Orient russe.

## Publication originale
- Yaginuma, 1960 : Spiders of Japan in colour. Hoikusha, Osaka, p. 1-186.